# Alex Plank
Alexander "Alex" Plank  (Charlottesville, 27 de junho de 1986) é um roteirista, ator e autista ativista, notável por ter sido o fundador do primeiro fórum de autistas do mundo, o Wrong Planet.
Além de seu ativismo com o autismo, Plank é notável por ter participado como consultor na produção das séries The Bridge e The Good Doctor, esta última também como personagem. Plank foi diagnosticado com Síndrome de Asperger aos 9 anos de idade e iniciou o Wrong Planet aos 17 com a intenção de encontrar outras pessoas com o mesmo diagnóstico. Depois que o fórum se tornou popular, Alex Plank passou a ser uma figura frequente em produções sobre autismo, Síndrome de Asperger e o movimento de direitos dos autistas.
Quando mais novo, Alex Planc também foi um wikipedista, e chegou a contribuir em mais de 10 mil artigos.